# Groupement de soutien de la base de défense de Marseille - Aubagne
Le groupement de soutien de la base de défense de Marseille - Aubagne (GSBdD MRS) est un organisme militaire interarmées du service du commissariat des armées créé le 1er janvier 2011. Il est né de la fusion des groupements de soutien des bases de défense expérimentales de Marseille et d'Aubagne, tous deux créés au 1er janvier 2009. Son rôle est de soutenir dans le domaine de l'administration générale et du soutien courant, toutes les unités militaires stationnées dans le périmètre de la Base de Défense.
Son état-major, initialement situé sur le camp de Carpiagne, est depuis septembre 2009 situé au sein de la caserne Audéoud, 111 avenue de la Corse dans le 7e arrondissement de Marseille.
Il est le gardien des traditions et du drapeau du 72e RIMa.